# Грибино (Вологодская область)
Грибино — деревня в Великоустюгском районе Вологодской области.
Входит в состав Покровского сельского поселения, с точки зрения административно-территориального деления — в Покровский сельсовет.
Расстояние по автодороге до районного центра Великого Устюга — 37 км, до центра муниципального образования Ильинского — 7 км. Ближайшие населённые пункты — Буково, Лаврешово, Кулаково.
По переписи 2002 года население — 6 человек.